# NHJ B
Mit der Einführung eines Baureihenplanes im Jahre 1900 bei der Norsk Hoved-Jernbane wurden neun vorher nur mit Nummern versehene Dampflokomotiven in die norwegischen Baureihe NHJ B eingereiht. Diese Lokomotiven hatten die Achsfolge 1'B und waren entweder mit einem zweiachsigen oder einem dreiachsigen Schlepptender gekuppelt.

## Umbauten Nr.8–10, Baureihe B und B1
Die drei Lokomotiven Nr. 8–10 waren im Wesentlichen Umbauten, die zwischen 1890 und 1893 aus den drei am 11. Juni 1857 von Robert Stephenson gelieferten B-gekuppelten Güterzugtenderlokomotiven mit diesen Nummern entstanden. Es wurden wohl nur der Rahmen und die Treibräder von den Original-Lokomotiven verwendet, so dass es sich eigentlich um Neubauten handelt, die in der Hauptwerkstatt der Gesellschaft in der Oslogate 3 in Kristiania unter Leitung des Werkmeisters Ole Adamsen entstanden. Die zweiachsigen Tender für die Nr. 8 und 10 kamen von älteren Lokomotiven, wohl von der 1884 ausgemusterten Nr. 7 und der 1888 außer Dienst gestellten Nr. 6, die ebenfalls von Stephenson stammten und schon 1864/65 von Tenderlokomotiven in Schlepptenderlokomotiven umgebaut wurden.
Der dreiachsige Tender der Nr. 9 kam von der Lokomotive Nr. 11, die der 1900 eingeführten Baureihe NHJ A entspricht. Diese wurde aber nach einer Kesselexplosion am 22. Dezember 1891 im Bahnhof Strømmen ausgemustert. Dadurch war der Tender frei geworden. Die Lokomotive Nr. 9, ebenfalls von Stephenson stammend und 1863 von einer Tenderlokomotive in eine Schlepptenderlokomotive umgebaut, erhielt einen neuen Kessel, dazu wurde eine Adamsachse eingebaut und die ursprüngliche Stephenson-Steuerung durch eine Adam-Schiebesteuerung ersetzt.
Diese drei Lokomotiven erhielten 1900 die Baureihenbezeichnung B, wobei die Nr. 9 auf Grund des anderen Tenders in die Untergruppe B1 eingruppiert wurde.

## Neubauten Nr.6"–7", 85–88, Baureihe B2
Die Umrüstung der Nr. 9 wurde als sehr erfolgreich angesehen, denn damit konnte die Lok für alle Zugtypen verwendet werden. Die Konstruktion führte dazu, dass sechs neue Lokomotive in dieser Ausführung bei ausländischen Lokomotivherstellern bestellt wurden.
Die Neubauten wurden der Baureihe B2 zugeordnet und wurden von Hanomag, Nr. 6" und 7", 1893, Nydqvist och Holm, Nr. 85 und 86, 1896 und der Schweizerischen Lokomotiv- und Maschinenfabrik, Nr. 87 und 88, 1898, geliefert.

## Einsatz bei NHJ
Für die Hovedbane wurden um 1910 wesentlich größere Lokomotiven beschafft, um die steigenden Zuggewichte sowie die zunehmende Anzahl zu befördernder Züge zu bewältigen. Deshalb wurden den Baureihen B, B1 und B2 niederwertigere Aufgaben zugewiesen. Dies waren Rangierdienste, Sonderzüge zwischen Lillestrøm und Strømmen sowie Nahverkehrszüge zwischen Lillestrøm und Jessheim.

## NHJ J
1923 erfolgte einer Neuordnung der Baureihen bei NHJ. Alle Lokomotiven der Baureihe NHJ B, NHJ B1 und NHJ B2 wurden in NHJ J umbenannt. Die Baureihenbezeichnung wurde nicht angeschrieben.

## Einsatz bei NSB
Bei der am 4. März 1926 erfolgte Übernahme der NHJ als Oslo distrikt in die Norges Statsbaner (NSB), der staatlichen Bahngesellschaft in Norwegen, waren noch Nr. 6", 7", 9, 87 und 88 vorhanden, wurden aber nicht in den Bestand der NSB übernommen. Die Lokomotive 88 wurde am 27. Juni 1926 ausgemustert. Die letzten Maschinen waren Nr. 6" und 9, die am Tag ihrer Aussonderung am 18. November 1927 bereits weit über ein Jahr den NSB gehörten. Alle Lokomotiven wurden verschrottet.